# КК Кварнер
КК Кварнер је бивши кошаркашки клуб из Ријеке, Хрватска.

## Историја
Кошаркашки клуб „Кварнер“ основан је 1946. у Ријеци и у својој историји мењао је имена у КК „Истравино“, КК „Кроација Лајн“, КК „Сава осигурање“, КК „Триглав осигурање“, а од 2009. наступао је под именом КК „Кварнер Нови Ресорт“. Клуб је одиграо једну сезону (2001/02) у Јадранској лиги. Због одустајања од наступања у Другој лиги Хрватске због резултатског побачаја у сезони 2008/09. и нагомиланих дуговања 2009. је клуб угашен.

## Успеси
- Куп Југославије
  - Финале (2): 1976/77, 1980/81

## Познати играчи
- Андреј Штимац
- Давор Кус
- Матеј Мамић
- Арамис Наглић
- Јере Мацура
- Синиша Штембергер
- Марио Стојић
- Горан Врбанц
- Маријан Манце
- Никола Радуловић